# روابط ایران و لیبی
روابط ایران و لیبی به مجموعه روابط سیاسی، نظامی و فرهنگی میان کشورهای ایران و لیبی گفته می‌شود. منافع دو کشور گاه آنها را در کنار هم و گاه در مقابل یکدیگر قرار داده‌است.

## در زمان حکومت پهلوی
نخستین روابط دیپلماتیک ایران و لیبی به تاریخ ۹ دی ۱۳۴۶ بازمی‌گردد. در این زمان محمدرضا پهلوی برای برقراری روابط با حکومت سلطان ادریس اقدام به فرستادن سفیر اکردیته به طرابلس نمود. روابط دو کشور تا سال ۱۳۵۰ ادامه داشت تا اینکه در تاریخ ۹ دی این سال و زمانی که ایران موفق شد حق تملک خود بر جزایر سه‌گانه مورد مناقشه ابوموسی، تنب بزرگ و تنب کوچک را به رسمیت بشناساند، لیبی در کنار عراق، یمن جنوبی و الجزایر اقدام به شکایت به شورای امنیت سازمان ملل متحد نمودند. اگرچه اقدام آنها با حمایت آمریکا از موضع ایران نتیجه‌ای در پی نداشت، ولی نقطه شکستی برای ادامه روابط ایران و لیبی تلقی شد. از این تاریخ روابط دو کشور به مرور رو به افول گذاشت به طوری که در زمانی که مأموریت اولین سفیر ایران در لیبی به پایان رسید (در تاریخ ۲۴ آذر ۱۳۵۱)، ایران تمایلی برای فرستادن سفیر جدید به این کشور نداشت.
از تاریخ ۱ سپتامبر ۱۹۶۹ که معمر قذافی توانست قدرت سیاسی را در لیبی به دست گیرد، وی به جبهه رهبران عرب مخالف سیاست‌های حکومت پهلوی پیوست. در این زمان رهبرانی از جمله جمال عبدالناصر، یاسر عرفات، علی ناصر محمد و حافظ اسد به دلیل سیاست‌های منطقه‌ای ایران و جبهه‌گیری متضادی که نسبت به جنگ اعراب و اسرائیل داشت، به مخالفان حکومت وقت ایران کمک می‌کردند؛ که با روی کارآمدن قذافی این جبهه قویتر نیز شد. پس از سقوط حکومت ناصر در مصر و روی کار آمدن انور سادات، لیبی بیشترین رابطه را با مخالفان اسلامگرای حکومت پهلوی در ایران بر عهده گرفت.

## پس از انقلاب ۱۳۵۷
پیروزی انقلاب اسلامی ایران در بهمن ۱۳۵۷، فصل جدیدی در روابط ایران و لیبی بود. دولت انقلابی لیبی به رهبری معمر قذافی، مناسبات صمیمانه‌ای با دولت پهلوی نداشت. ادعاهای ناسیونالیستی آن زمانِ قذافی درباره خلیج فارس و جزایر سه‌گانه، دولتمردان ایرانی را به سمت قطع رابطه با لیبی سوق داده بود. این قطع رابطه تا سال‌های ابتدایی پیروزی انقلاب ادامه یافت. قذافی و یارانش، مدتی پیش از فرارسیدن بهمن ۱۳۵۷، طی سخنرانی‌هایی از حرکت انقلابی ایران حمایت ‌کردند. او در مصاحبه‌ای در بهمن ۱۳۵۸ هم اعلام کرد که «من بار‌ها نظر خود را در مورد انقلاب ایران بیان داشته‌ام و همیشه آن را نیز نه به عنوان انقلاب ایران، بلکه انقلاب اسلامی در جهان تلقی کرده‌ام.»
با این حال درباره نوع تعامل با قذافی، دو دیدگاه متضاد در میان نیروهای دخیل در انقلاب به وجود آمد. گروهی، به دلیل مساله ناپدیدشدن امام موسی صدر و ادعاهای قذافی در سال‌های پیش از پیروزی انقلاب مبنی بر ایجاد دولت عربی در جنوب ایران یا استقلال کردستان، مخالف ارتباط با قذافی بودند. اما در مقابل، افراد و گروه‌هایی هم بودند که ضمن تاکید بر پیگیری مساله سیدموسی صدر، عدم ارتباط با دولت لیبی را در آن مقطع زمانی به نفع امپریالیسم جهانی می‌دانستند.
عمده مناسبات رهبر وقت ایران، روح الله خمینی با لیبی، از نوفل‌لوشاتو شروع می‌شود. نخستین مساله، تلاش برخی همراهان خمینی برای یافتن محل بعدی اقامت وی پس از پاریس بود. افرادی مانند علی جنتی و سید محمد غرضی، به لیبی رفتند تا با قذافی درباره انتقال خمینی به این کشور در صورت نیاز، مذاکره کنند. آنها پس از جلب نظر مثبت قذافی نزد خمینی می‌روند. امام به آنها می‌گویند: «قذافی شایسته اعتماد نیست» و جمله‌ای با این مضمون می‌گوید که با طناب قذافی نمی‌شود به داخل چاه رفت. اتفاق دیگری که در نوفل‌لوشاتو رخ می‌دهد، سوالی است که پیرامون دریافت کمک‌های مالی از لیبی از خمینی پرسیده می‌شود. وی به طور صریح پاسخ می‌دهند که «نماینده لیبی آمده است اینجا لکن در مسائل دیگری با من صحبت کرده است و اصلاً صحبت مسائل مالی نشده است. نه لیبی و نه کشورهای دیگر به من کمک مالی نکرده‌اند و من احتیاج به کمک مالی ندارم.» «۵» اتفاق دیگر، نامه‌نگاری خمینی با قذافی در مساله سیدموسی صدر است. در همان نوفل‌لوشاتو، خمینی در نامه‌ای به تاریخ ۲۶ مهر ۱۳۵۷، خطاب به قذافی می‌نویسند: «از دولت خودتان بخواهید ما را از سلامت ایشان و محل اقامتشان مطلع نموده نگرانی‌ها را رفع کنند.»
بنابراین، روح الله خمینی، هم به قذافی بی‌اعتماد بود و هم در مساله سیدموسی صدر، نسبت به دولت لیبی ادعا داشت. از این‌رو با پیروزی انقلاب اسلامی، خمینی قویاً از سفر قذافی به ایران و دیدار با او جلوگیری کرد. اتفاقی که تا پایان عمر قذافی هم روی نداد و او هیچ‌گاه به ایران سفر نکرد. با این حال، رهبر انقلاب ایران، از میان دیدگاه‌های دوگانه فوق، دیدگاه دوم را برگزید. خمینی در عین تاکید بر ضرورت پیگیری مساله امام صدر، ایجاد رابطه‌ای کنترل‌شده با دولت لیبی را در دستور کار قرار داد. از این رو، عبدالسلام جلود، معاون قذافی در اسفند ۱۳۵۸ و اردیبهشت ۱۳۵۹، دو بار به ایران سفر کرد و به ملاقات خمینی رفت.
بخش دیگری از مراودات ایران با دولت قذافی، پاسخِ نامه‌های تبریک و تسلیتی است که از سوی رهبر لیبی خطاب به خمینی صادر شده‌اند. قذافی در ایام مختلف اعیاد مذهبی، سالگرد پیروزی انقلاب، و به‌ویژه به مناسبت شهادت شخصیت‌های برجسته انقلابی برای رهبر ایران نامه می‌فرستاده است. محتوای جواب‌هایی که خمینی به این نامه‌ها داده است، عموماً محتوای ضداستکباری و تاکید بر مبارزه دارد. «۸» خمینی در نامه‌ای به تاریخ احتمالی ۲۹ اسفند ۱۳۶۷، از همراهی‌های دولت لیبی تشکر می‌کند و می‌نویسد: «اینجانب از جنابعالی، که این حقیقت را لمس نموده و آمریکا و اسرائیل را محکوم می‌کنید و به دولت‌های اسلامی که به احکام اسلام پایبند هستند وفادار هستید، تشکر می‌کنم و دولت و ملت ایران در کنار دولت و ملت شما و دیگر مسلمانان متعهد به اسلام، با «دوستِ با اسلام» دوست و با «دشمن با اسلام» دشمن می‌باشند.» 
به این ترتیب باب مناسبات دو کشور از همان سال‌های آغاز پیروزی انقلاب گشوده شد. نوع روابط جمهوری اسلامی با قذافی درسال‌های حیات روح الله خمینی، عموما در قالب روابط کشور با کشورهای موسوم به جبهه پایداری مطرح می‌شود. سه کشور عضو این جبهه یعنی سوریه، لیبی و الجزایر، تنها کشورهای عربی و اسلامی بودند که صریحاً از ایران در برابر صدام حمایتی می‌کردند و با منافع استعمار، اسرائیل و جریان ارتجاع عربیِ مصر و عربستان مخالف بودند. بنابراین نوعی تفاهم سیاسی بین دیدگاه‌های ایران و این کشورها وجود داشت.

### جنگ ایران و عراق
در  روند ارتباط بین ایران و لیبی، طرفین به حمایت از یکدیگر می‌پرداختند. دولت لیبی، حمله صدام به ایران را محکوم کرد. قذافی، که روزی به خاطر امضای قرارداد صلح الجزایر میان صدام و شاه پهلوی، صدام را به باد انتقاد گرفته بود و از خیانت به آرمان عربی سخن می‌گفت، حالا معتقد بود که صدام، به تحریک آمریکا دست به حمله زده است. برخی تجهیزات و تسلیحات جنگی این سال‌ها هم از لیبی تامین می‌شد. محسن رفیق‌دوست، وزیر وقت سپاه در این بار تاکید می‌کند که «در زمان جنگ خیلی به ما کمک کردند. من از ابتدای سپاه و قبل از وزارت، چند بار به لیبی رفتم، و هم برای سپاه، و هم برای ارتش امکانات وسیعی گرفتم.» هاشمی رفسنجانی هم درباره کمک‌های سیاسی و لجستیکی قذافی به ایران در دوران جنگ می‌گوید: «قذافی در تصمیم‌گیری شجاع‌تر و متهورتر بود. او پذیرفت که به ما موشک اسکاد و سام بدهد. مردانگی هم کرد و خیلی زود فرستاد. تیمی هم از لیبی آمدند و به نیروهای ما آموزش لازم را دادند ... همین که آنها [سوری‌ها] به همراه لیبی، اجماع عربی علیه ایران را مخدوش کردند، باعث شدند که عراقی‌ها نتوانند تبلیغ کنند که جنگ عرب و عجم راه افتاده است. قذافی کار دیگری هم کرد، به مقامات کشورش دستور داد که ایران هرچه مهمات لازم دارد، برایش بفرستید و آنها هم کشتی کشتی می‌فرستادند. آقای رفیق‌دوست نامه‌ای می‌نوشت و آنها ارسال می‌کردند. البته ما هم بعدها در امور نظامی و تعمیراتی، کارهای زیادی برایشان انجام دادیم و حساب‌شان صاف شد.» همکاری دیگر لیبی با ایران در این برهه، پیشنهاد همراهی با ایران برای مقابله با توطئه کاهش قیمت نفت بود. دولت سعودی در دهه ۸۰ میلادی، با افزایش تولید نفت، به کاهش قیمت این کالای راهبردی دامن زد. این مساله، در شرایط جنگ ایران و عراق می‌توانست به درآمدهای ایران آسیب بزند. قذافی در این مساله با ایران همراهی کرد.
عمده علت آغاز روابط حسنه ایران با لیبی در دهه اول پس از انقلاب را می‌توان شروع جنگ ایران و عراق و نیاز مبرم ایران به تسلیحات نظامی در شرایط تحریم اقتصادی دانست. در طول جنگ ۸ ساله، لیبی همواره در کنار ایران بود و علیه لشکرکشی عراق با حمایت آمریکا جبهه‌گیری کرده بود. تنها مقابله لیبی با ایران در طول جنگ را می‌توان اصرار و پافشاری لیبی بر ایران برای پذیرفتن قطعنامه ۵۹۸ شورای امنیت برشمرد.
عمده روابط نظامی ایران با لیبی در زمان جنگ مربوط به ابتدای آن است که لیبی تنها فروشنده موشک زمین به زمین به ایران بود. اما اغلب این موشک‌ها به دلیل شرایط نگهداری نامناسب از رده خارج بودند و کارایی عملیاتی نداشتند. پس از مدتی ایران شروع به خرید همین گونه موشک از چین و کره شمالی نمود و رابطه نظامی ایران با لیبی کمتر شد.

### حمایت از لیبی
در مقابل هم ایران، در بزنگاه‌هایی از لیبی و دولت قذافی حمایت کرد. یکی از این موارد، حملات و یا تهدیدهای آمریکا به حمله نظامی به لیبی بود. در ۲۶ فروردین ۱۳۶۵ آمریکا به لیبی حمله هوایی کرد که مسئولان درجه اول جمهوری اسلامی به حمایت از لیبی پرداختند. هاشمی رفسنجانی گفت: «مطمئناً ما در کنار لیبی هستیم و معتقدیم که آمریکا نه در لیبی و نه در سوریه به هیچ نتیجه‌ای نخواهد رسید.» آیت‌الله خامنه‌ای، رییس جمهور نیز در تماس تلفنی با قذافی خطاب به او گفت: «برادر عزیز آقای قذافی! ما در این حادثه و در مقاومت شما در مقابل استکبار جهانی در کنار شما قرار داریم.»  اما شدیدترین واکنش متعلق به آیت‌الله منتظری بود. او گفت که «حمله آمریکا به کشور لیبی در حقیقت حمله به امت واحده اسلامی است ... صرف محکوم کردن لفظی آمریکا در ظاهر دردی را دوا نمی‌کند.» منتظری معتقد بود که کشورهای غربی و غیرمتعهد باید در روابط خود با آمریکا تجدیدنظر کنند و در صورت لزوم این رابطه را قطع کنند. 
همچنین تمایل حکومت لیبی به برقراری روابط فرهنگی یک‌طرفه با ایران یکی دیگر از موجبات دلسردی ایران از تداوم برقراری روابط گرم با لیبی بود. علی‌رغم اینکه نمایندگان فرهنگی حکومت لیبی می‌توانستند در ایران به تبلیغ سیاست‌های حکومت لیبی و کتاب سبز تألیف شده توسط قذافی بپردازند، ایران حق انجام چنین فعالیت‌هایی را در خاک لیبی نداشت و سازمان اطلاعات و امنیت لیبی به شدت با ایرانیانی که به این کار اقدام می‌کردند برخورد می‌کرد.
اما دیدگاه تقریباً یکسان دو کشور به موضوع جنگ اعراب و اسرائیل و سیاست‌گذاری‌های منطبق در میان اعضای اوپک باعث گردید تا زمان سقوط رژیم قذافی، روابط سیاسی و اقتصادی دو کشور هیچگاه قطع نشده و ادامه یابد.

### بازدید از لیبی
سران جمهوری اسلامی هم چندبار به لیبی سفر کردند. اوج این مراودات، بازدید سید علی خامنه‌ای از لیبی در جریان سفر دوره‌ای او به کشورهای «جبهه پایداری» بود. در این بازدید، قذافی گفت: «ما همگام با شما هستیم و شما در دل ما هستید. ما از مدت‌ها پیش منتظر این ملاقات بودیم.»  در بیانیه مشترک دو دولت هم که پس از پایان سفر منتشر شد آمده بود: «لیبی حمایت و ایستادگی خود را در کنار انقلاب اسلامی ایران علیه توطئه‌های امپریالیستی و ارتجاعی که جنگ تحمیلی رژیم صدام، بخشی از آن است؛ ابراز می‌دارد.» 
با این حال در سراسر این دوران که دو کشور، ظاهراً در برخی از امور هم‌نظر و پشتیبان یکدیگر بودند، اختلافات و چالش‌هایی هم وجود داشت. قذافی به دنبال کسب جایگاه در میان کشورهای اسلامی بود. از این رو به خامنه‌ای گفته بود که پس از درگذشت خمینی، من امام خواهم بود؛ چرا که سید هم هستم. مشکل دیگر، دعاوی عجیب و غریب او بود. مثلا با اینکه او که در سال‌های پیش از انقلاب از حامیان جدی تغییر نام خلیج فارس به خلیج عربی بود، در این سال‌ها که با جمهوری اسلامی رابطه برقرار کرده بود، عنوان «خلیج اسلامی» را پیشنهاد می‌کرد که به روایت رفیق‌دوست، این پیشنهاد با مخالفت جدی خامنه‌ای مواجه شد. او در همان سال‌های ابتدایی پیروزی انقلاب، در مصاحبه‌ای با اطلاعات، انقلاب ایران را به یادگیری از کتاب سبز خود دعوت کرد و به انتقاد از ایجاد نهادهایی مانند مجلس و قوه مجریه در جمهوری اسلامی پرداخت.
افزون بر این خلقیاتِ قذافی که همواره نوعی مشی احتیاطی را در مسئولان جمهوری اسلامی برمی‌انگیخت، مساله امام موسی صدر هم همچنان بر سختی روابط می‌افزود. در سال‌های پس از فوت خمینی همچنان مطالبه‌گری درباره آقای صدر، از سوی روسای جمهور دنبال می‌شد. در چنین شرایطی، شواهد نشان می‌دهد که هر چه به پایان دوران حکومت قذافی نزدیک می‌شویم، میل به تداوم رابطه میان دو کشور، از سوی جمهوری اسلامی کمتر می‌شود. مهدی فیروزان، داماد سیدموسی صدر روایت می‌کند که «من یادم نمی‌رود که ایشان [خامنه‌ای] فرمودند: به آقای خاتمی (رییس‌جمهور وقت) بگویید که این قضیه را پیگیری بکنند، حتی به قیمت قطع روابط با لیبی، ولو بلغ ما بلغ. من این را خودم از آقا شنیدم.»

### تغییر عقاید
عامل مهم دیگری که راه قذافی را، آرام آرام از مسیر انقلاب اسلامی دور کرد، روند تجدیدنظر و استحاله عقیدتی رژیم قذافی بود. قذافی پس از تحملِ سال‌ها تحریم‌های سخت سازمان ملل و آمریکا و چندین تجاوز هوایی، از مواضع خود کوتاه آمد. او از اواسط دهه هشتاد، بسیاری از اتهامات آمریکا را پذیرفت، درباره حادثه لاکربی غرامت داد، قبول کرد که افراطی‌گری کرده و گفت: «در روزهای خیلی دور، آنها کشور ما را یک کشور خودسر می‌نامیدند و آنها حق داشتند که ما را این گونه بنامند چراکه ما رفتارهای انقلابی داشتیم.» سرانجام هم در مساله هسته‌ای، همه شروط غربی‌ها را پذیرفت و امکانات اتمی خود را تحویل آنها داد و در جبهه مبارزه با تروریسم با آنها همکاری کرد. آنچه در قبال این اقدامات دریافت کرد، ازسرگیری روابط کشورش با آمریکا در تیرماه ۱۳۸۳ و در دوره جرج بوش پسر بود. افزون بر این، لیبی توانست با کشورهای غربی قراردادهای تجاری‌ای منعقد کند که در یک فقره به واردات سودآور ۲۱ فروند ایرباس از فرانسه انجامید.
با این حال، جمع‌بندی قذافی از این تعدیل‌ها مثبت نبود. او در مصاحبه با بی‌بی‌سی صریحاً اعلام کرد که «این [روند تعدیل انقلابی‌گری] باید الگویی می‌بود که سایر کشورها آن را دنبال کنند، اما لیبی دلسرد و ناامید است؛ چرا که وعده و وعیدهای آمریکا و بریتانیا محقق نشده است همین امر این الگو را از بین برد. درنتیجه کسی این الگو را دنبال نخواهد کرد.» اما قذافی دیگر توان احیای روحیات گذشته خود را نداشت. از این رو با همه بدعهدی‌های طرف‌های غربی، همچنان متواضعانه ابراز می‌کرد که «تداوم همکاری‌های دو جانبه میان لیبی و غرب هم‌چنان امکان‌پذیر است و نبود سرمایه خارجی در کشورش به این معنا نیست که لیبی گام در مسیر گذشته‌اش خواهد گذاشت. لیبی به عقب باز نخواهد گشت. من بر این باورم که عصر خصومت‌ورزی و تقابل را پشت سر گذاشته‌ایم.»
تحلیل سران جمهوری اسلامی از این اقدامات متاخر قذافی، عبارت بود از اینکه «دولت مصر، دولت تونس، این سالهای آخر، قذافیِ بظاهر انقلابی و سابقه‌دار انقلابی، و همچنین حاکمان بعضی از کشورهای دیگر، گوش به فرمان آمریکا بودند.» درچنین شرایطی بود که با ظهور موج بیداری اسلامی در کشورهای عربی از سال ۱۳۸۹، جمهوری اسلامی از هر گونه کمک به دولت قذافی خودداری کرد. روح الله خمینی با صراحت در همان نوفل‌لوشاتو در پاسخ به این سوال که شما به عربستان نزدیک خواهید بود یا لیبی گفتند: «دولتی که ما ایجاد می‌کنیم دولت اسلامی، جمهوری اسلامی است و هر یک از آنها نزدیک‌تر به جمهوری اسلامی باشند، البته آنها نزدیک‌تر به ما خواهند بود و هر کدام دورتر باشند، دورتر.» هر چه به پایان دولت قذافی نزدیک شد، هم روحیات ضداستعماری او تضعیف شد و هم حمایت‌های مردمی را از دست داد. از این رو، با آغاز موسم بهار عربی، خزانِ روابط جمهوری اسلامی و لیبیِ قذافی هم با «مرگ» او در مهرماه ۱۳۹۰ فرا رسید.

## پس از انقلاب لیبی
با اوج‌گیری اعتراضات و شورش سراسری مردم لیبی در سال ۲۰۱۱، روابط دو جانبه میان دو کشور به حال تعلیق درآمد و سفیر لیبی در تهران از سمت خود استعفا کرد. ایران نیز بجز تعداد معدودی از کارمندان سفارت ایران در طرابلس، همه اتباعش را از کشور لیبی به ایران بازگرداند. در خلال درگیری‌های داخلی لیبی، ایران از طرفی از انقلابیون لیبی پشتیبانی می‌کرد و از طرفی انتقاد بر دخالت نظامی ناتو در خلال این درگیری‌ها داشت. بعد از پیروزی انقلاب لیبی، در پی دعوت مصطفی عبدالجلیل از علی‌اکبر صالحی در اوت ۲۰۱۱، وی به این کشور سفر کرد و پیام دعوت از مقامات شورای ملی انتقالی برای سفر به ایران را نیز به ایشان ابلاغ کرد.